# Ostrybór
Ostrybór – wieś sołecka w Polsce, położona w województwie mazowieckim, w powiecie garwolińskim, w gminie Wilga. Leży przy drodze 801.
| SIMC    | Nazwa     | Rodzaj    |
| ------- | --------- | --------- |
| 0694020 | Malinówka | kolonia   |
| 0694014 | Zarośle   | część wsi |

Wierni Kościoła rzymskokatolickiego należą do parafii Matki Bożej Bolesnej w Mariańskim Porzeczu.
Wieś szlachecka położona była w drugiej połowie XVI wieku w powiecie garwolińskim ziemi czerskiej województwa mazowieckiego. W latach 1975–1998 miejscowość administracyjnie należała do województwa siedleckiego.